# Le Champ-de-la-Pierre
Le Champ-de-la-Pierre (lə ʃɑ̃.də.la.pjɛʁⓘ) es una población y comuna francesa, situada en la región de Baja Normandía, departamento de Orne, en el distrito de Alençon y cantón de Carrouges.

## Demografía
| 54 | 50 | 52 | 50 | 58 | 23 |
| Para los censos de 1962 a 1999 la población legal corresponde a la población sin duplicidades (Fuente: INSEE [Consultar]) |    |    |    |    |    |